# 洲本港

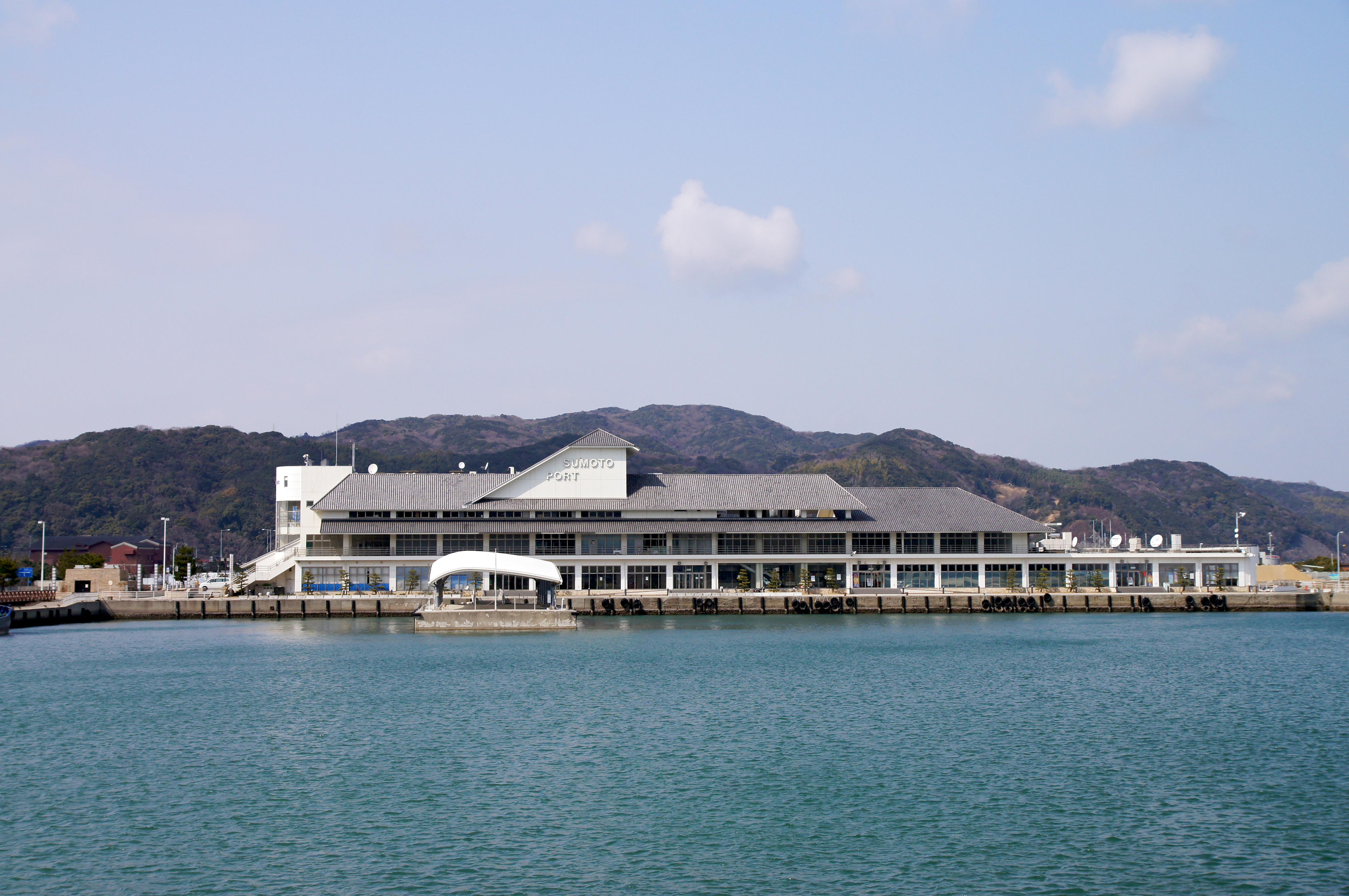
洲本ポートターミナル

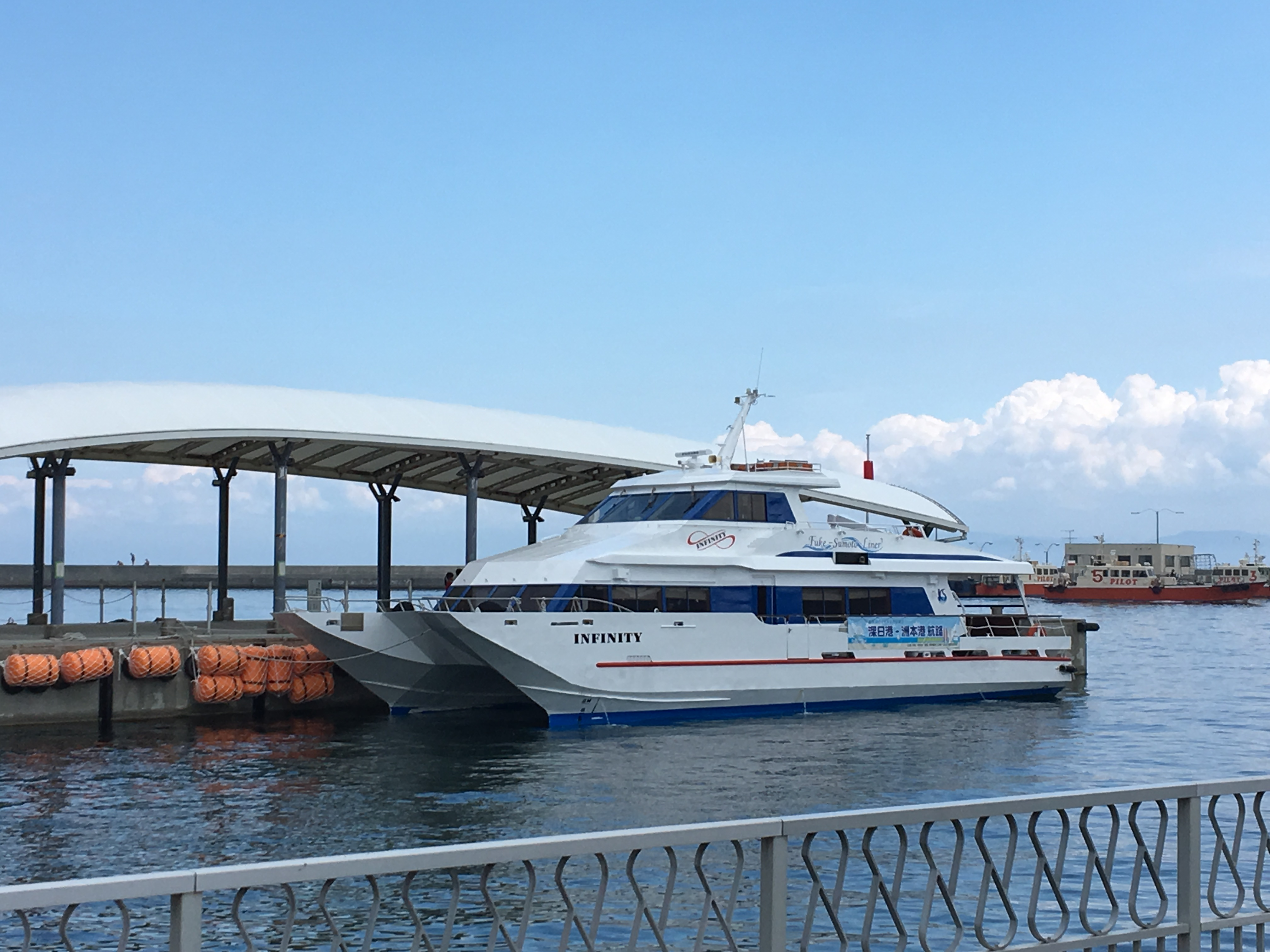
社会実験運航中の洲本深日ライン

洲本港（すもとこう）は、兵庫県洲本市海岸通一丁目にある、兵庫県管理の地方港湾である。

## 概要
かつては大阪港・神戸港などへの船が発着する淡路島の交通の要衝であったが、神戸淡路鳴門自動車道の全線開通で本州・四国と陸続きになったことで、旅客・貨物とも自動車輸送へのシフトが顕著となり、2018年に関西国際空港行きが休止されたのを最後に定期運航の旅客航路は就航していない（2024年8月現在）。
現在は、2017年より社会実験として運航を開始した深日港行きが、「深日洲本ライナー」としてほぼ毎年期間限定で運航されている（詳細は深日港#船旅活性化モデル地区認定による試験運航を参照）。
隣接するビル「洲本ポートターミナル」にはかつて高速バスターミナル機能があった。現在は淡路島テレビジョン（ケーブルテレビ局）と競艇場外発売場が入居している。

## 歴史
かつては洲本川の河口と直結しており、大雨時に市街地が洪水になることや、砂の堆積によって大型船が停泊できなくなるなどの問題があった。明治時代に洲本川が改修されて港の近代化が図られ、神戸港・大阪港からの玄関口として機能した。また貨物輸送も盛んで、淡路紡績（のちの鐘紡）の誘致にも成功した。
1985年（昭和60年）に大鳴門橋が開通し、高速道路が徳島県側から津名一宮インターチェンジまで整備され、さらに島北部の津名港が埋立地の造成によって整備された。これにより神戸港・大阪港発着便は津名港にも寄港するようになり、洲本港の役割は小さくなっていった。それでも1998年（平成10年）の明石海峡大橋開通までは、旅客船においては神戸港中突堤・大阪港天保山・関西国際空港行き（共同汽船）、深日港行き（深日海運）の客船・高速艇が運航されていた。
明石海峡大橋開通後は神戸・大阪行きが廃止され、残る深日港行きも関西国際空港行きへの変更を経て廃止、のちに淡路開発事業団により洲本パールラインとして運航されたが、2007年（平成19年）4月1日で休止した。貨物船の入港も石灰石輸送を中心に相当数あったが、道路開通により激減した。
明石海峡大橋開通後、「洲本ポートターミナル」は高速バス乗り場として機能していたが、1999年4月1日からは洲本内港の埋立により造成された洲本バスセンターに機能を移した。
2016年4月1日付けで、沼島汽船が週3往復（火・木・土）運航していた沼島行きが休止されたことで、旅客定期船は全て姿を消した。その後2017年7月9日から淡路関空ラインが関西国際空港(ポートターミナル)行きを1日5便で運航開始。同路線は2007年以来10年ぶりの復活となったが、2018年7月14日を以て休航となった。
2017年以降は上述の深日港行きの期間運航が行われている。同路線は18年ぶりの復活であった。

## 周辺
- 大浜海岸（徒歩1分）
- 兵庫県立淡路医療センター（徒歩1分）
- 洲本市民広場 - 洲本アルチザンスクエア、洲本市立洲本図書館、淡路ごちそう館御食国、旧鐘紡洲本工場原綿倉庫（徒歩5分）
- 洲本健康福祉館（徒歩5分）